# Char NI

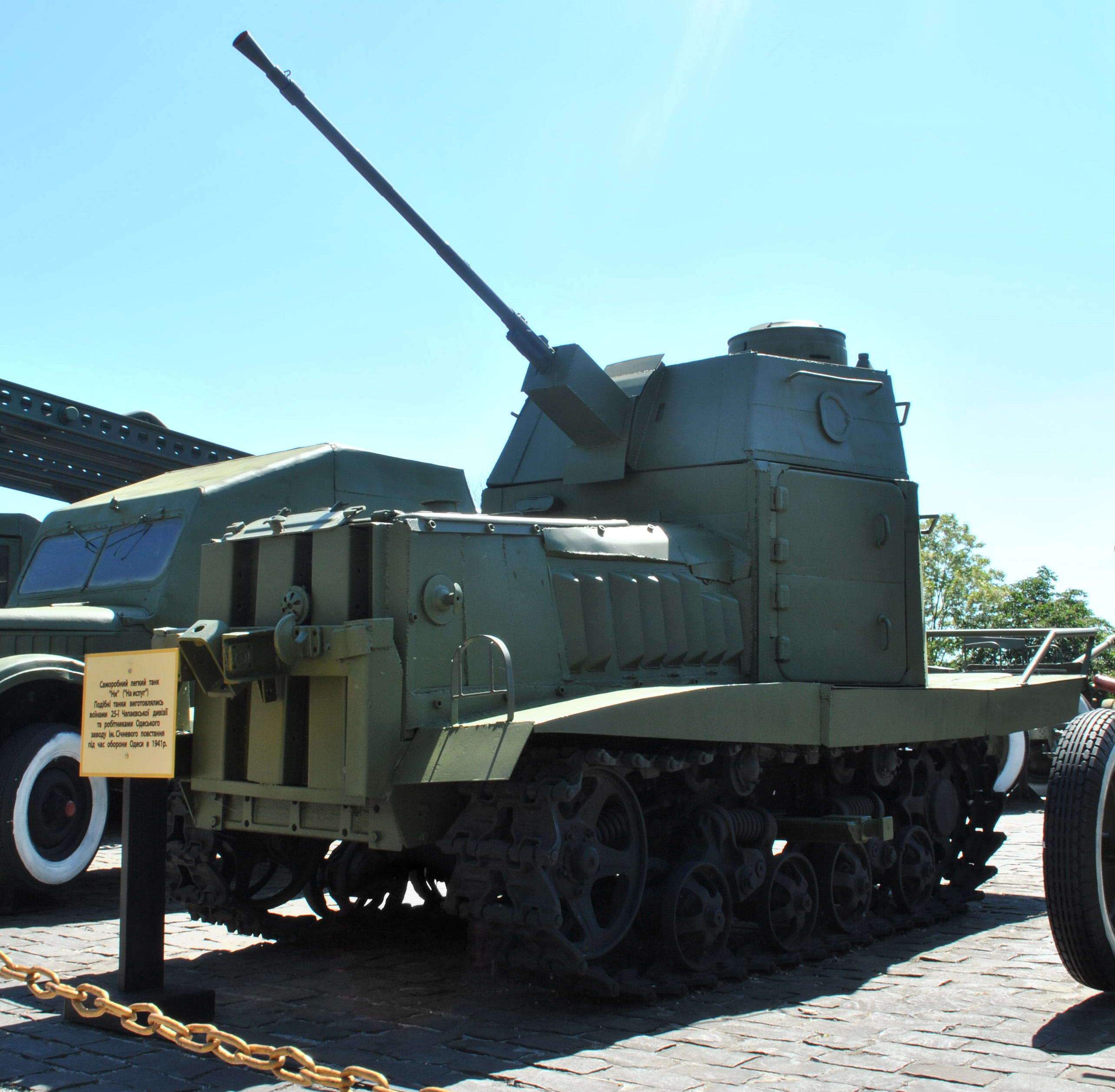
Un NI-1 au Musée de l'histoire de l'Ukraine dans la Seconde Guerre mondiale

Le NI tank (/ˈniː/; russe : Танк НИ tank NI, abbr. На испуг, Na ispug, littéralement "pour la peur"), est un véhicule militaire blindé artisanal soviétique, fabriqué depuis un tracteur agricole STZ-3, construit à Odessa durant son siège lors de la Seconde Guerre Mondiale.

## Développement

Schéma de NI-1. 1 — coque blindée, 2 — blindage latéral, 3 — compartiment moteur, 4 — tourelle, 5 — ailes, 6 — blindage des chenilles, 7 — blindage de la mitrailleuse, 8 — mitrailleuse DShK, 9 — crochet, 10 — boîte à outils, 11 — pot d'échappement, 12 — poutre de châssis, 13 — châssis avant, 14 — crochet de remorquage, 15 — roue folle, 16 — rouleau de support, 17 — roue motrice, 18 — rouleau, 19 — mitrailleuse DT.

Au début de la guerre entre l'Axe et l'URSS, une vaste majorité des usines ont été évacuées, y compris la plupart des installations de l'insurrection de Janvier. Cependant, les machines y ont été laissées et il a été décidé qu'elles seraient utilisées pour la réparation des chars endommagés par les batailles du front.
Lorsque l'armée se battant en périphérie d'Odessa (la ville s'est défendue pendant 72 jours avant que l'Axe ne fasse machine arrière) a commencé à subir des pénuries de chars, les ouvriers restés dans les usines ont décidé de construire leur propre véhicule de combat. Aidés par les ouvriers d'autres usines, les travailleurs des usines de l'insurrection de Janvier ont construit une large coque de métal avant de la monter sur un tracteur. Il a aussi été ajouté une tourelle sur laquelle pouvait être disposé un canon de montagne ou une mitrailleuse lourde. Le blindage artisanal était un assemblage de fin acier naval ou de plaques de chaudière et de feuilles de bois ou de gomme pour améliorer la protection contre les armes de faible calibre. Il en résultat un véhicule de combat improvisé comme bien d'autres développés pendant la guerre; cependant, il n'en restait pas moins que cette machine improvisée se démarquait des autres véhicule contemporains en raison de sa production importante et du bruit généré par son déplacement.
L'armement variait en fonction des disponibilités sur-le-champ, ce qui pouvait inclure des mitrailleuses, le canon ShVAK, des petites tourelles de T-26 modèle 1931, des canons de montagne 37 mm Model 15R ou des canons anti-char de 45 mm. 

## Histoire de la production
Durant le siège d'Odessa, 69 chars NI ont été produits au total. Ces derniers ont combattu contre l'Axe aux côtés des forces de l'Armée rouge.

## Utilisation en situation réelle
68 chars NI (donc tous sauf un) ont été capturés par des Roumains alliés de l'Axe à la fin du siège, dont 14 toujours en état au 1er novembre 1942.

### Chars de rôles, performances et époques comparables
- Le char néo-zélandais Bob Semple.
- Le char néo-zélandais Schofield.
- Le véhicule de combat improvisé KhTZ-16.
- L'automitrailleuse polonaise Kubus
- Le camion blindé britannique Bison.